# Gouvernement Ilunga
Troisième République
Tshibala Lukonde I
Le gouvernement Ilunga est le gouvernement de la république démocratique du Congo du 6 septembre 2019 au 26 avril 2021. Le chef du gouvernement est le Premier ministre Sylvestre Ilunga.
Il s'agit du premier gouvernement formé sous la mandature de Félix Tshisekedi. Il est renversé par une motion de censure soulevée par l'Assemblée nationale le 27 janvier 2021.

## Nomination
Félix Tshisekedi, nouvellement élu Président de la république démocratique du Congo, nomme Sylvestre Ilunga au poste de Premier ministre le 20 mai 2019, quatre mois après son élection, à la suite d'âpres négociations avec son prédécesseur Joseph Kabila.
La composition du nouveau gouvernement est dévoilée trois mois plus tard, le 26 août 2019, après de difficiles négociations avec la plate-forme de l'ancien président, qui a obtenu la majorité au Parlement. Comportant 76,9 % de personnalités n'ayant jamais pris part à aucun gouvernement, il compte 66 membres, dont une majorité (42 membres) issue du Front commun pour le Congo (FCC), plate-forme pro-Kabila, les 23 autres étant issus du Cap pour le changement (Cach), pro-Tshisekedi.
Les pro-Kabila conservent la main sur certains ministères régaliens, tels la Justice (Célestin Tunda Ya Kasende) et la Défense (Aimé Ngoy Mukena), bien que nombre d'entre eux soient des figures nouvelles. La plateforme Cach du président Tshisekedi obtient quant à elle l'Intérieur (Gilbert Kankonde Malamba) et les Affaires étrangères (Marie Tumba Nzeza). Enfin, le ministère des Finances est confié à José Sele Yalaghuli, considéré comme proche de l'ancien Premier ministre Augustin Matata Ponyo.
La proportion de femmes dans le gouvernement s'élève à 17 % : treize femmes sont ainsi nommées, la plupart peu connue du grand public. Le Premier ministre Sylvestre Ilunga reconnaît que ce nombre est peu élevé, mais remarque cependant que certaines d'entre elles ont des ministères clés, telles Élysée Munembwe au Ministère du Plan ou Marie Tumba Nzeza aux Affaires étrangères,.
Le nouveau gouvernement prend ses fonctions le 6 septembre 2019.

## Critiques
Dès sa nomination, le gouvernement est critiqué à cause du nombre important de ses membres, notamment par Jean-Pierre Bemba, alors chef de la coalition d'opposition Lamuka, ainsi que par Valery Madianga de l'Observatoire de la dépense publique (Odep), pour lesquels le nombre important de ministres risque de peser sur le budget de l'État.

## Changements
Le 11 juillet 2020, après avoir été critiqué pour avoir envoyé une lettre au Parlement dans le but d'approuver des réformes juridiques proposées par des députés de sa famille politique, le FCC, sans en informer le gouvernement, le ministre de la Justice Célestin Tunda Ya Kasende, arrêté brièvement le 26 juin pour des accusations de « faux et usage de faux », démissionne de ses fonctions, dans un contexte de fortes tensions au sein de la coalition au pouvoir.

## Motion de censure et renversement
Le 22 janvier 2021, le Premier ministre Sylvestre Ilunga est l'objet d'une motion de censure signée par 301 députés nationaux et déposée à l'Assemblée nationale. Il lui est reproché, ainsi qu'à son gouvernement, d'avoir échoué dans la mise en œuvre du programme pour lequel ils ont été investis. Le 27 janvier, sur convocation du bureau d'âge de l’Assemblée nationale, les députés votent en faveur de la motion de censure. Sur les 382 députés présents à l’ouverture de la séance, 367 se prononcent en faveur de la chute du Premier ministre et de son gouvernement, 7 députés votent contre, 2 s’abstiennent et 1 bulletin est nul. Sylvestre Ilunga démissionne le lendemain.

## Composition
Le gouvernement est composé de : 

### Premier ministre
| Image | Fonction         | Nom              | Parti politique |
| ----- | ---------------- | ---------------- | --------------- |
|       | Premier ministre | Sylvestre Ilunga | PPRD/FCC        |

### Vice-Premiers ministres
| Image | Fonction                                                                        | Nom                        | Parti politique |
| ----- | ------------------------------------------------------------------------------- | -------------------------- | --------------- |
|       | Vice-Premier ministre Ministre de l'Intérieur, Sécurité et Affaires coutumières | Gilbert Kankonde Malamba   | UDPS/CASH       |
|       | Vice-Premier ministre Ministre du Budget                                        | Jean-Baudouin Mayo Mambeke | UNC/CACH        |
|       | Vice-Première ministre Ministre du Plan                                         | Élysée Munembwe Tamukumwe  | AABC/FCC        |
|       | Vice-Premier ministre Ministre des Infrastructures et Travaux publics           | Willy Ngoopos Sunzhel      | PPRD/FCC        |

### Ministres d’État
| Image | Fonction                                                                                         | Nom                                          | Parti politique |
| ----- | ------------------------------------------------------------------------------------------------ | -------------------------------------------- | --------------- |
|       | Ministre d’État Ministre des Affaires étrangères                                                 | Marie Tumba Nzeza                            | UDPS/CACH       |
|       | Ministre d’État Ministre de la Coopération internationale, intégration régionale et Francophonie | Pépin Guillaume Manjolo                      | ULDC/FCC        |
|       | Ministre d’État Ministre des Hydrocarbures                                                       | Rubens Mikindo Muhima                        | UDPS/CACh       |
|       | Ministre d’État Ministre de la Décentralisation et Réformes institutionnelles                    | Azarias Ruberwa                              | RCD/GOMA        |
|       | Ministre d’État Ministre des Ressources hydrauliques et de l’Électricité                         | Eustache Muhanzi Mubembe                     | UNC / CACH      |
|       | Ministre d’État Ministre de l’Emploi, Travail et Prévoyance sociale                              | Nene Nkulu Ilunga                            | AFDC-A/FCC      |
|       | Ministre d’État Ministre de l’Enseignement primaire, secondaire et technique                     | Willy Bakonga Wilima                         | PPRD/FCC        |
|       | Ministre d’État Ministre du Genre, Famille et Enfant                                             | Béatrice Lomeya Atilite                      | PPRD/FCC        |
|       | Ministre d’État Ministre de l’Urbanisme et Habitat                                               | Pius Muabilu Mbayu Mukala                    | FCC             |
|       | Ministre d’État Ministre de la Communication et Médias                                           | David Jolino Diwanpovesa Makelele ma-Muzingi |                 |

### Ministres
| Image | Fonction                                                                                                  | Nom                           | Parti politique |
| ----- | --- | ----------------------------- | --------------- |
|       | Ministre de la Défense et des Anciens combattants                                                         | Aimé Ngoy Mukena              | PPRD/FCC        |
|       | Ministre de Fonction publique                                                                             | Yollande Ebongo Bosongo       | FCC             |
|       | Ministre des Finances                                                                                     | José Sele Yalaghuli           | PPRD/FCC        |
|       | Ministre de l’Économie nationale                                                                          | Acacia Bandubola Mbongo       |                 |
|       | Ministre du Portefeuille                                                                                  | Clément Kuete Nymi Bemuna     | PPRD/FCC        |
|       | Ministre du Commerce extérieur                                                                            | Jean-Lucien Bussa Tongba      | FCC             |
|       | Ministre des Mines                                                                                        | Willy Kitobo Samsoni          | PPRD/ FCC       |
|       | Ministre des Postes, Télécommunications et Nouvelles technologies de l’information et de la communication | Augustin Kibassa Maliba       |                 |
|       | Ministre de la Santé                                                                                      | Eteni Longondo                |                 |
|       | Ministre des Droits humains                                                                               | André Lite                    | CCU/FCC         |
|       | Ministre des Relations avec le Parlement                                                                  | Déogratias Nkusu Kunzi Bikawa | PPRD/FCC        |
|       | Ministre de l'Environnement et Développement durable                                                      | Claude Nyamugabo Bazibuhe     | PPRD/FCC        |
|       | Ministre des Transports et Voies de communications                                                        | Didier Mazengu Mukanzu        | PALU            |
|       | Ministre de l’Agriculture                                                                                 | Jean Joseph Kasonga Mukuta    |                 |
|       | Ministre de la Pêche et Élevage                                                                           | Jonathan Bialosuka Wata       |                 |
|       | Ministre du Développement rural                                                                           | Guy Mikulu Pombo              | AAAC/FCC        |
|       | Ministre des Affaires sociales                                                                            | Rose Boyata Monkaju           |                 |
|       | Ministre des Actions humanitaires et Solidarité nationale                                                 | Steve Mbikayi Mabuluki        | AFDC-A/FCC      |
|       | Ministre de l’Enseignement supérieur et universitaire                                                     | Thomas Luhaka Losendjola      | ML/FCC          |
|       | Ministre de la Recherche scientifique                                                                     | José Mpanda Kabangu           | ADRP/FCC        |
|       | Ministre des Affaires foncières                                                                           | Aimé Sakombi Molendo          | CACH/UNC        |
|       | Ministre de l’Industrie                                                                                   | Julien Paluku Kahongya        | FCC             |
|       | Ministre de la Formation professionnelle                                                                  | John Ntumba Panumankole       | UNC/CACH        |
|       | Ministre de l’Aménagement                                                                                 | Aggée Aje Matembo Toto        | FCC             |
|       | Ministre des PME                                                                                          | Justin Kalumba Mwana Ngongo   | FCC             |
|       | Ministre de la Jeunesse                                                                                   | Billy Eraston Kambale Tsongo  |                 |
|       | Ministre des Sports                                                                                       | Marcel Amos Mbayo Kitenge     | FCC             |
|       | Ministre du Tourisme                                                                                      | Yves Bunkulu Zola             | UDPS/CACH       |
|       | Ministre de la Culture                                                                                    | Jean-Marie Lukunji Kikuni     | FCC             |
|       | Ministre près le Président de la République                                                               | André Kabanda Kana            | UDPS            |
|       | Ministre près le Premier ministre                                                                         | Jacqueline Penge Sanganyoi    | PPRD/FCC        |
|       | Ministre auprès du ministre de la Défense                                                                 | Sylvain Mutombo Kabinga       |                 |
|       | Ministre auprès du ministre de l’Intérieur                                                                | Eyrolles Michel Mvunzi Meya   |                 |
|       | Ministre chargée des personnes vivant avec handicap                                                       | Irène Esambo Diata            |                 |

### Vice ministres
| Image | Fonction                                                             | Nom                             | Parti politique |
| ----- | -------------------------------------------------------------------- | ------------------------------- | --------------- |
|       | Vice-ministre de la Justice                                          | Bernard Takahishe Ngumbi        |                 |
|       | Vice-ministre de l'Intérieur                                         | Innocent Bokele Walaka          | PPRD/FCC        |
|       | Vice-ministre du Plan                                                | Freddy Kita                     | MPPS            |
|       | Vice-ministre du Budget                                              | Félix Momat Kitenge             |                 |
|       | Vice-ministre des Affaires étrangères et des Congolais de l’Étranger | Raymond Tchedya Patay           | PPRD/FCC        |
|       | Vice-ministre de la Coopération internationale et régionale          | Valery Mukasa Mwanabute         |                 |
|       | Vice-ministre des Hydrocarbures                                      | Moussa Mondo                    | PPRD/FCC        |
|       | Vice-ministre des Ressources hydrauliques et de l'Électricité        | Papy Pungu Lwamba               | PPRD/FCC        |
|       | Vice-ministre de l'Enseignement primaire, secondaire et technique    | Didier Budimbu Ntubuanga        |                 |
|       | Vice-ministre Près le Ministre des Finances                          | Mata M'elanga Junior            |                 |
|       | Vice-ministre de l’Économie nationale                                | Didier Lutundula Okito          |                 |
|       | Vice-ministre des Mines                                              | Alpha Denise Lupetu Tshilumbayi |                 |
|       | Vice-ministre de la Santé                                            | Albert Mpeti Biyombo            |                 |
|       | Vice-ministre de l'Environnement                                     | Dr Jeanne Ilunga Zaina          |                 |
|       | Vice-ministre de l'Enseignement supérieur et universitaire           | Liliane Banga Lwaboshi          |                 |
|       | Vice-ministre des Transports et voies de communication               | Jacques Yuma Kipuka             | PPRD/FCC        |
|       | Vice-ministre de la Formation professionnelle                        | Germain Kambinga Katomba        | FCC             |